# Dej

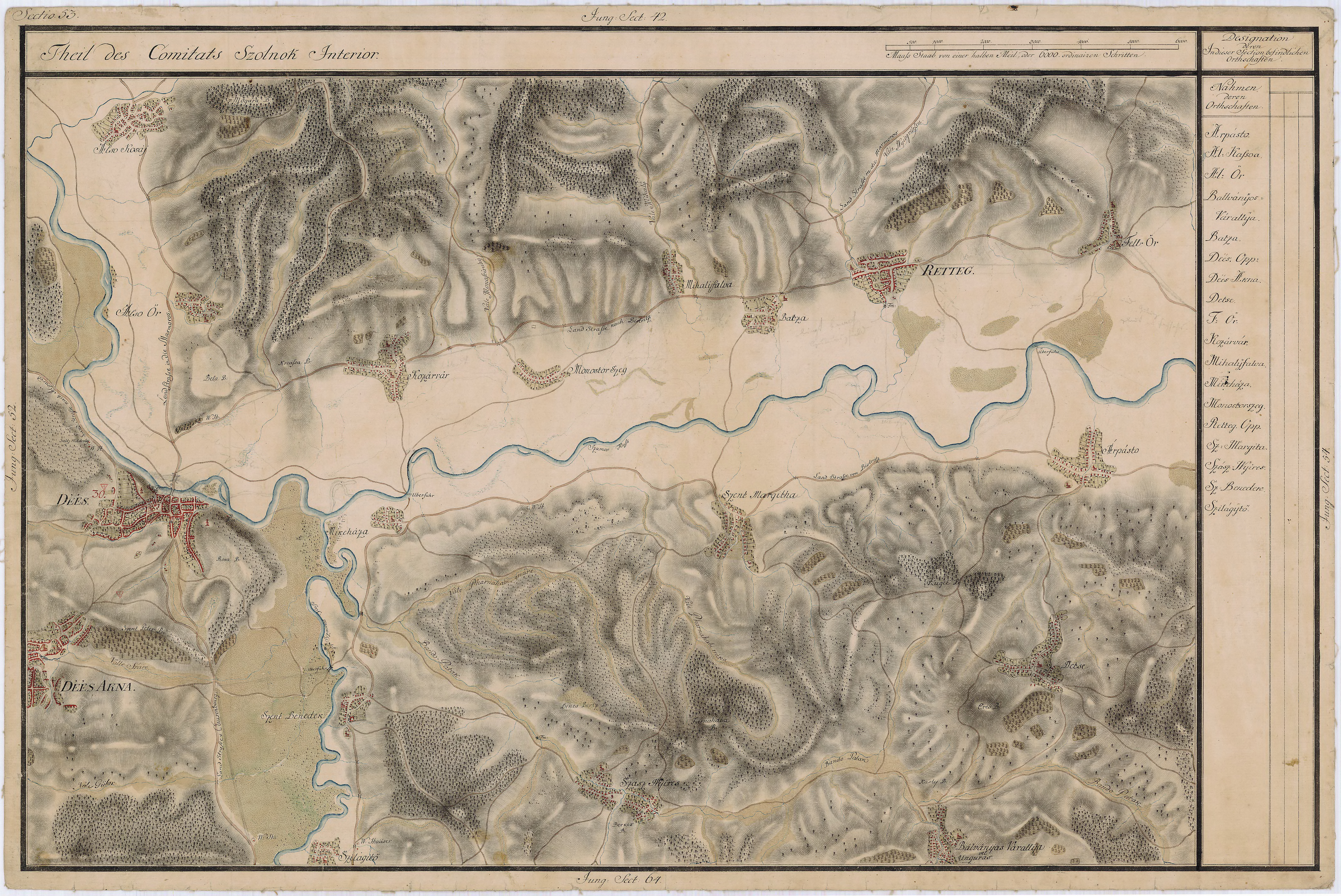
Dej pe Harta Iosefină a Transilvaniei, 1769-1773

Dej (în germană Desch, în maghiară Dés, Deés) este un municipiu în județul Cluj, Transilvania, România, format din localitățile componente Dej (reședința), Ocna Dejului, Peștera, Pintic și Șomcutu Mic. Se află la 57 km nord-est de municipiul Cluj-Napoca, la confluența dintre râurile Someșul Mare și Someșul Mic.
Dejul a fost reședința comitatului Solnocul Interior, iar din 1878 a comitatului Solnoc-Dăbâca. Din 1920 până în 1950, orașul a fost capitala județului Someș. În 1950, Dejul a devenit reședința raionului Dej. În urma reformei administrative din 1968, orașul Dej a devenit municipiu în cadrul județului Cluj, pierzându-și astfel importanța de centru administrativ.
În ziarul Someșul din 1920 apare sub titlu cronica rimată un anunț, anunțând deschiderea baroului din Dej, de către Grosu Nicolae, bucovinean din județul Dorohoi, activ liceean la șezătorile literare M. Eminescu, dușman al exceselor antisemite. Este numit judecător prin decret regal n° 3293 din 4/10/1924, devenind ulterior senator de Someș. Liberal, prieten al Brățienilor a suferit ani grei de inchisoare in pușcăriile comuniste.

## Date geografice
Orașul Dej a apărut și s-a dezvoltat într-un spațiu al confluențelor: aici se unesc cele două Someșuri; este elementul de clivaj între Câmpia Transilvaniei și Podișul Transilvaniei; se intersectează vechi drumuri comerciale și strategice (rutiere și feroviare), Dejul fiind o adevărată „poartă de intrare” în Transilvania, pe valea Someșului unit.
Orașul este mărginit la est de cartierul Dealul Florilor, la sud de dealul Sf. Petru, la nord-est de comuna Cuzdrioara, la vest de satul Jichișul de Jos, iar la sud-vest de cartierul Ocna Dejului. Localitatea este nod de drumuri terestre și căi feroviare cu stațiile Dej și Dej Triaj.
Cartierele orașului: Dealul Florilor, 1 Mai, Centru, Ecaterina Teodoroiu, Parcul Mare, Ștefan cel Mare, Unirii, Ocna Dejului, Mulatău.

## Istoric
În zona orașului au fost descoperite fragmente ceramice neolitice în pădurea Bungăr, pe dealul Sfântu Petru și pe dealul Cichegy din Viile Dejului.
Despre o așezare cu adevărat stabilă și bine organizată se poate vorbi la începutul epocii fierului, când se cristalizează civilizația dacică.
Descoperirile din epoca romană atestă existența unei așezări romane pe vatra actuală a municipiului Dej, din păcate numele antic al așezării nu se cunoaște.
Au fost descoperite resturile drumului roman și ale podului de peste Someș care făcea legătura între castrele de pe graniță. Altă descoperire importantă din epoca romană o constituie conducta de aducțiune a apei care se îndreapta spre zona centrală a orașului; la Pintic a fost descoperită o villa rustica, iar pe dealul Cabdic (Rompaș) s-au găsit întâmplător un altar votiv roman și o monedă romană de aramă. Tot aici se observă urme ale exploatării sării de către romani. În satul Peștera (de lângă Dej) s-au descoperit morminte romane. La Cetan a fost identificat un drum roman și ceramică romană.
Teritoriul actual al orașului și exploatările de sare de aici au făcut parte din voievodatul lui Menumorut. Granița dintre voievodatele lui Gelu și Menumorut era Valea Fizeșului, care se varsă în Someșul Mic.
După anul 905 a început cucerirea maghiară a acestor formațiuni politice româno-slave. Pentru impulsionarea vieții economice, regalitatea maghiară a încurajat colonizarea sașilor în Transilvania. În drumul lor spre Sibiu, o parte dintre acești hospites-oaspeți s-au oprit și aici și au întemeiat orașul Dej. Aceștia s-au așezat aici în jurul anilor 1141-1143, iar în scurt timp așezarea a căpătat un caracter urban.
Prima mențiune documentară care atestă existența orașului datează din anul 1214, când a apărut cu numele de Dees. Cetatea Dejului a fost construită între acest an și 1235. Orașul a avut de suferit de pe urma invaziei tătare din 1241.

###### Portul Dej
Orașul se dezvoltă de-a lungul timpului ca și centru important de exploatare a sării, dispunând și de un mic port folosit pentru transportul rapid al sării pe râul Someș.
La 3 km de Dej, la confluența Someșului Mare cu Someșul Mic, se află Salina Ocna Dej. Sarea a început fie exploatată la Ocna Dej încă din antichitate. Numeroase mărturii scrise în jurul anilor 1239, 1291, 1365 și 1465 ne furnizează informații despre modul de organizare al exploatării sării.
De-a lungul evului mediu orașul a primit mai multe privilegii din partea voievozilor Transilvaniei și a regilor Ungariei. Acestea constau în scutirea de taxe și impozite a locuitorilor din Dej și Ocna Dej, iar scopul era acela de a crește populația în zonă pentru a exploata cât mai multă sare.
În secolele XVI-XVII, orașul Dej a fost prins în conflictele politico-militare dintre marile familii nobiliare pentru tronul Principatului Transilvaniei, dar și între conflictul dintre Imperiul Habsburgic și Imperiul Otoman pentru stăpânirea Transilvaniei. Cel mai dramatic eveniment s-a produs după asasinarea domnitorului Mihai Viteazul, între anii 1601-1603, când orașul a fost trecut prin foc și sabie de generalul Basta.
Importanța politică a orașului Dej a crescut la mijlocul secolului XVII, când principii din familia Rackoczi și-au amenajat la Dej curtea princiară (Casa Rakocziană), demolată în anul 1938.
În secolul al XVIII-lea în orașul Dej se formează o puternică comunitate românească, care, cu ajutorul Guberniului Transilvaniei a primit dreptul să-și construiască cimitir, biserică și școală. Ponderea românilor în cadrul Comitatului Solnoc-Dăbâca a fost de peste 75%.
În secolul al XIX-lea în Dej și în împrejurimi se formează un puternic centru cultural românesc, animat și unit în jurul Asociațiunii ASTRA și a Băncii Someșana, ambele conduse de dr. Theodor Mihali.
În acest context se formează o elită politică și culturală românească, care prin activitățile culturale desfășurate în satele din județ, au angrenat marea masă a românilor în mișcarea politică națională și de afirmare a conștiinței naționale.
În contextul Primului Război Mondial, orașul Dej a devenit un puternic centru unionist prin personalitățile sale: dr. Teodor Mihali (vicepreședinte al Partidului Național Român), dr. Alexandru Vaida-Voevod (care a citit, la 18 octombrie 1918, în Parlament, Declarația de Independență a Națiunii Române din Transilvania), dr. Ștefan Cicio Pop (originar din Șigău, dar stabilit la Arad), dar și alți fruntași ai românilor precum frații Boca, Micșa, Mezei și alții.
La Marea Adunare Națională de la Alba Iulia din partea comitatului Solnoc-Dăbâca au participat 68 de delegați aleși, iar din partea orașului Dej un număr de 11 delegați, care au votat unirea Transilvaniei cu România, la 1 decembrie 1918.
Perioada interbelică a însemnat dezvoltarea orașului pe toate planurile: edilitar, administrativ-politic, economic și cultural. Personalitatea care s-a remarcat cel mai mult în această perioadă a fost primarul dr. Pop Cornel.
Această dezvoltare și evoluție a fost oprită de cel De-al Doilea Război Mondial. După Dictatul de la Viena, întregul județ Someș și implicit municipiul Dej au făcut parte din teritoriile cedate Ungariei.
În 8 septembrie 1940 autoritățile ungare horthiste au instaurat în Dej un regim dur de dictatură militară. Mulți români au avut de suferit, alții au fost expulzați în România sau nevoiți să se refugieze.
Spre sfârșitul războiului, în primăvara anului 1944, autoritățile ungare au declanșat Holocaustul evreilor din Dej și din județul Someș, fiind închiși 7.800 de evrei în ghetoul din Pădurea Bungăr și apoi trimiși la Auschwitz-Birkenau. Au reușit să supraviețuiască lagărelor morții puțin peste 800 de suflete.
Sfârșitul celui De-al Doilea Război Mondial a adus instaurarea regimului comunist. Imediat după falsificarea alegerilor din 19 noiembrie 1946 de către comuniști, locuitorii din împrejurimile Dejului au declanșat una dintre primele revolte anticomuniste (Revolta de la Podul Someșului).
În perioada comunistă, în orașul Dej au avut loc însemnate transformări economice, sociale și politice: în plan economic a fost construită platforma industrială Nord: Combinatul de celuloză și Hârtie, Fabrica de mobilă, Fabrica de fibre artificiale, Protanul, Triajul CFR; Fabrica de conserve 11 iunie, Fabrica de cărămizi refractare Trasia ș.a.
În anul 2014 orașul Dej a împlinit 800 de ani de la atestarea documentară. Cu ocazia acestei sărbători au fost organizate mai multe manifestări culturale și a fost lansată monografia orașului Dej intitulată: ,,DEJ. Istorie și legendă”, Ed. Risoprint, 2014 (1050 pag.), autori profesorii Cristina și Constantin Albinetz.

## Demografie
Componența etnică a municipiului Dej
     Români (80,01%)
     Maghiari (8,01%)
     Alte etnii (1,24%)
     Necunoscută (10,74%)
Componența confesională a municipiului Dej
     Ortodocși (68,94%)
     Reformați (7,37%)
     Penticostali (5,38%)
     Greco-catolici (2,27%)
     Romano-catolici (1,71%)
     Alte religii (2,54%)
     Necunoscută (11,8%)
Conform recensământului efectuat în 2021, populația municipiului Dej se ridică la 31.475 de locuitori, în scădere față de recensământul anterior din 2011, când fuseseră înregistrați 33.497 de locuitori. Majoritatea locuitorilor sunt români (80,01%), cu o minoritate de maghiari (8,01%), iar pentru 10,74% nu se cunoaște apartenența etnică. Din punct de vedere confesional, majoritatea locuitorilor sunt ortodocși (68,94%), cu minorități de reformați (7,37%), penticostali (5,38%), greco-catolici (2,27%) și romano-catolici (1,71%), iar pentru 11,8% nu se cunoaște apartenența confesională.

### Evoluție istorică
Populația stabilă a municipiului era la 1910 de 11.451 de locuitori (7991 maghiari, 2911 români, 445 germani și 104 alte naționalități).
010.00020.00030.00040.00050.00019101930195619772002populațiePopulația istorică din Dej
Date: Recensăminte sau birourile de statistică - grafică realizată de Wikipedia

## Politică și administrație
Municipiul Dej este administrat de un primar și un consiliu local compus din 19 consilieri. Primarul, Costan Morar[*], de la Partidul Național Liberal, este în funcție din 2008. Începând cu alegerile locale din 2024, consiliul local are următoarea componență pe partide politice:
|  | Partid                                 | Consilieri | Componența Consiliului | Componența Consiliului | Componența Consiliului | Componența Consiliului | Componența Consiliului |
|  | -------------------------------------- | ---------- | ---------------------- | ---------------------- | ---------------------- | ---------------------- | ---------------------- |
|  | Partidul Social Democrat               | 5          |                        |                        |                        |                        |                        |
|  | Partidul Național Liberal              | 5          |                        |                        |                        |                        |                        |
|  | Uniunea Salvați România                | 3          |                        |                        |                        |                        |                        |
|  | Alianța pentru Unirea Românilor        | 3          |                        |                        |                        |                        |                        |
|  | Uniunea Democrată Maghiară din România | 2          |                        |                        |                        |                        |                        |
|  | Mare Cristian-Florin                   | 1          |                        |                        |                        |                        |                        |

## Mass-media
Mass-media locală este bine dezvoltată. Orașul beneficiază de două radiouri locale: Radio Fir și Radio Stil, precum și de mai multe ziare online, unul dintre cele mai citite fiind Dej24.ro.

## Obiective turistice

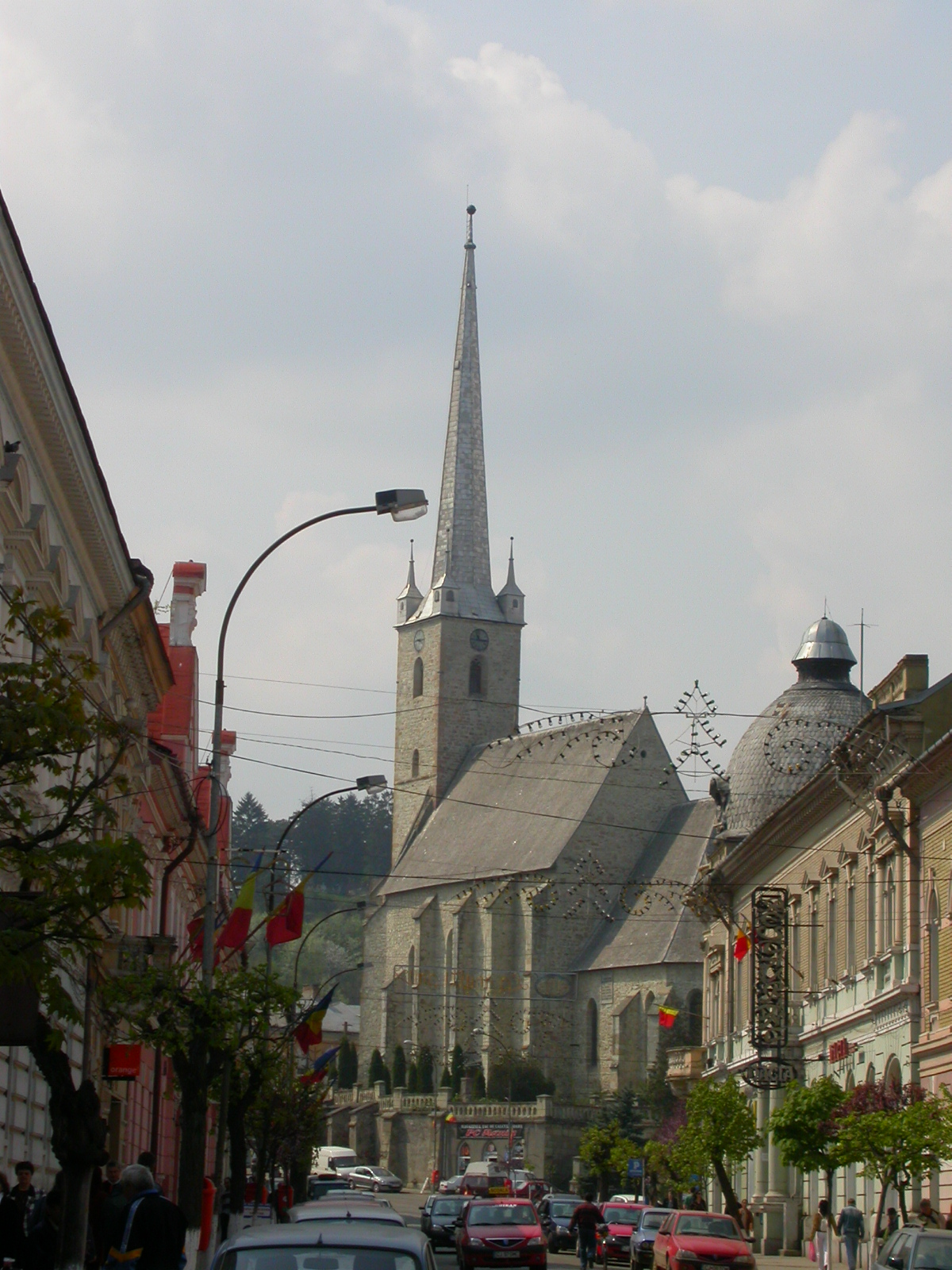
Centrul istoric al municipiului Dej. În planul al doilea se observă Biserica Reformată-Calvină, edificiu monumental de arhitectură gotică, construit între anii 1456-1526. Turnul bisericii are peste 70 de metri înălțime și a fost ridicat în anul 1643. Biserica este în prezent un simbol al Dejului.

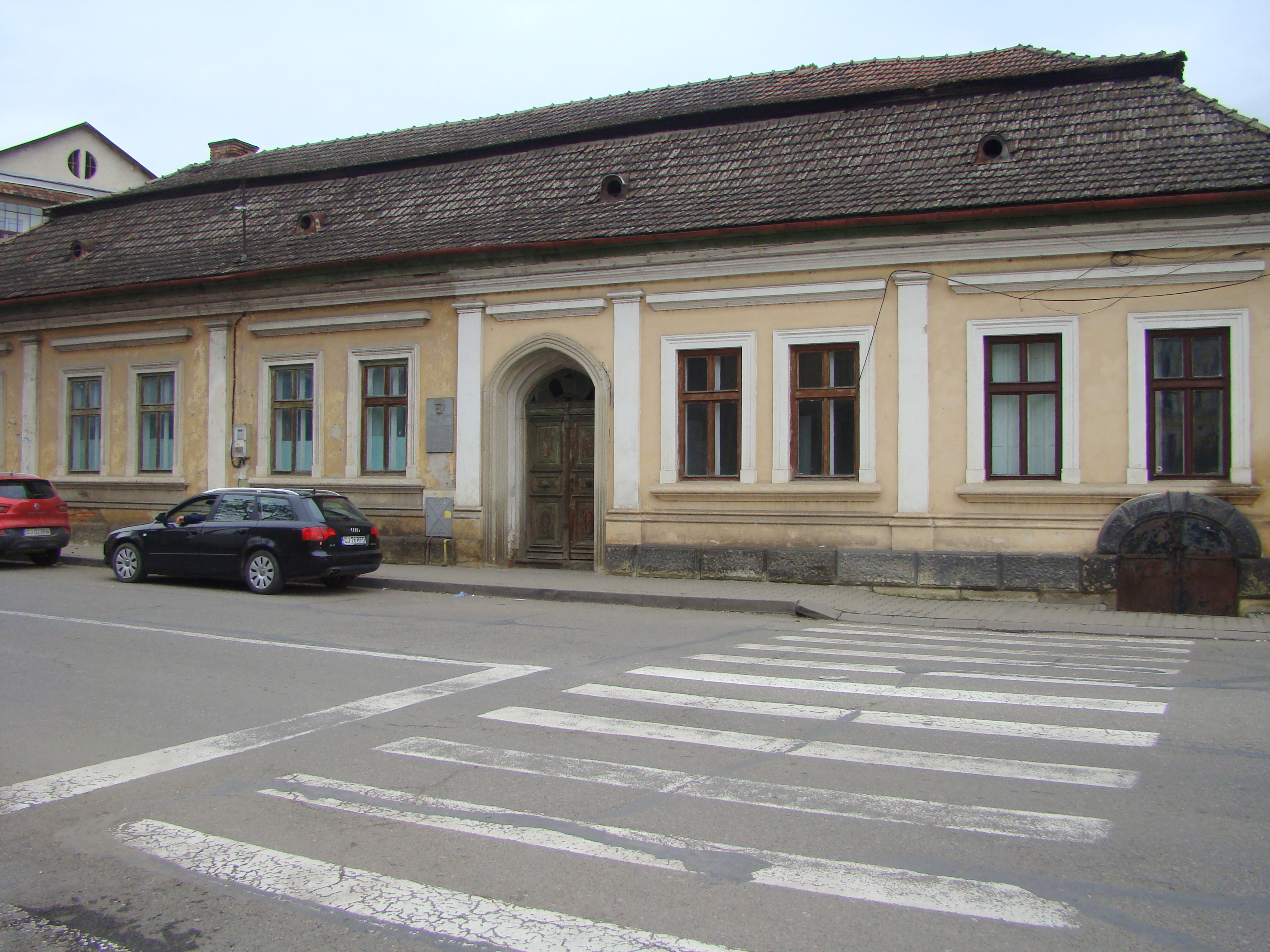
Casa Teodor Mihali (monument istoric)

- Muzeul Municipal Dej, situat în centrul orașului, strada 1 Mai, nr. 3.
- Castrul roman Samum din comuna invecinată Cășeiu.
- Biserica reformată, construită în stil gotic, în anii 1453-1536, cu un turn înalt de 72 m. Hram inițial (înainte de Reforma Protestantă): „Sf. Ștefan”.
- Biserica și mănăstirea franciscană „Sf. Anton de Padova” (romano-catolică), construită în stil baroc în secolul al XVIII-lea (în jurul anului 1716).
- Biserica Ortodoxă „Sf. Gheorghe”, ridicată în 1776.
- Biserica protopopială greco-catolică (nerestituită), consacrată în anul 1895 cu hramul "Adormirea Preacuratei".
- Palatul justiției, construit la sfârșitul secolului XIX.
- Clădirea fostei Primării.
- Statuia „Lupa Capitolina”, simbolul latinității poporului român. A fost realizată de sculptorul V. Pruna și dezvelită în 17 septembrie 2004, cu ocazia celei de-a 100 Adunări Generale a Astrei. Lucrarea a fost donată de dr. Traian Gh. Dascăl, cetățean de onoare al municipiului Dej.
- Obeliscul (Monumentul) Eroilor.
- Casa memorială Teodor Mihali.
- Casa memorială Alexandru Vaida-Voevod.
- Ruinele Castelului Kornis din comuna învecinată Mănăstirea.
- Băile Ocna Dej din apropiere.

În partea de sud-vest a Dejului se află Ocna Dejului, localitate devenită cartier al Dejului din 1991. Aici au existat, amenajate până prin anii '80, băi cu apă sărata, care au dispărut odată cu prăbușirea dealului de sare.
- În Parcul Balnear Toroc din Ocna Dejului se pot găsi băi cu apa sărată, dar și un strand interior prevăzut cu piscină, jacuzzi si saună.[11]

## Obiective memoriale
Cimitirul eroilor români, maghiari, germani, ruși, sârbi și evrei, din cele două războaie mondiale, este amplasat pe Dealul Florilor și are o suprafață de 3.000 mp. În acest cimitir sunt înhumați 570 eroi, din care 416 cunoscuți, în morminte individuale.

## Portul Dej
Prima atestare a Dejului ca port de ape interioare datează din anul 1200, când de aici plecau plute pe Someș încărcate cu sare de la Ocna Dejului. Așa-numitul "drum al sării" a fost însă abandonat odată cu extinderea liniilor ferate, iar Dejul și-a pierdut acest statut, până în 1991. Dejul a fost declarat de Autoritatea Navală Română port de agrement în anul 1991 și ține de Autoritatea Navală Teritorială de la Drobeta Turnu-Severin. Cu cinci Autorități Navale Teritoriale în subordine, la Galați, Constanța, Giurgiu, Tulcea și Drobeta Turnu-Severin Autoritatea Navală Română mai are, pe lângă Căpitănia din Dej, încă trei Oficii cu același profil pe ape interioare: la Timișoara, Bicaz și Snagov.
Municipiul Dej ascunde în inima Ardealului un Oficiu de Căpitănie.
În prezent, în baza de date a Căpităniei din Dej sunt înregistrate 889 de bărci cu un motor mai puternic de 20 de cai și 2.500 cu un motor mai slab sau cu vâsle.

## Personalități

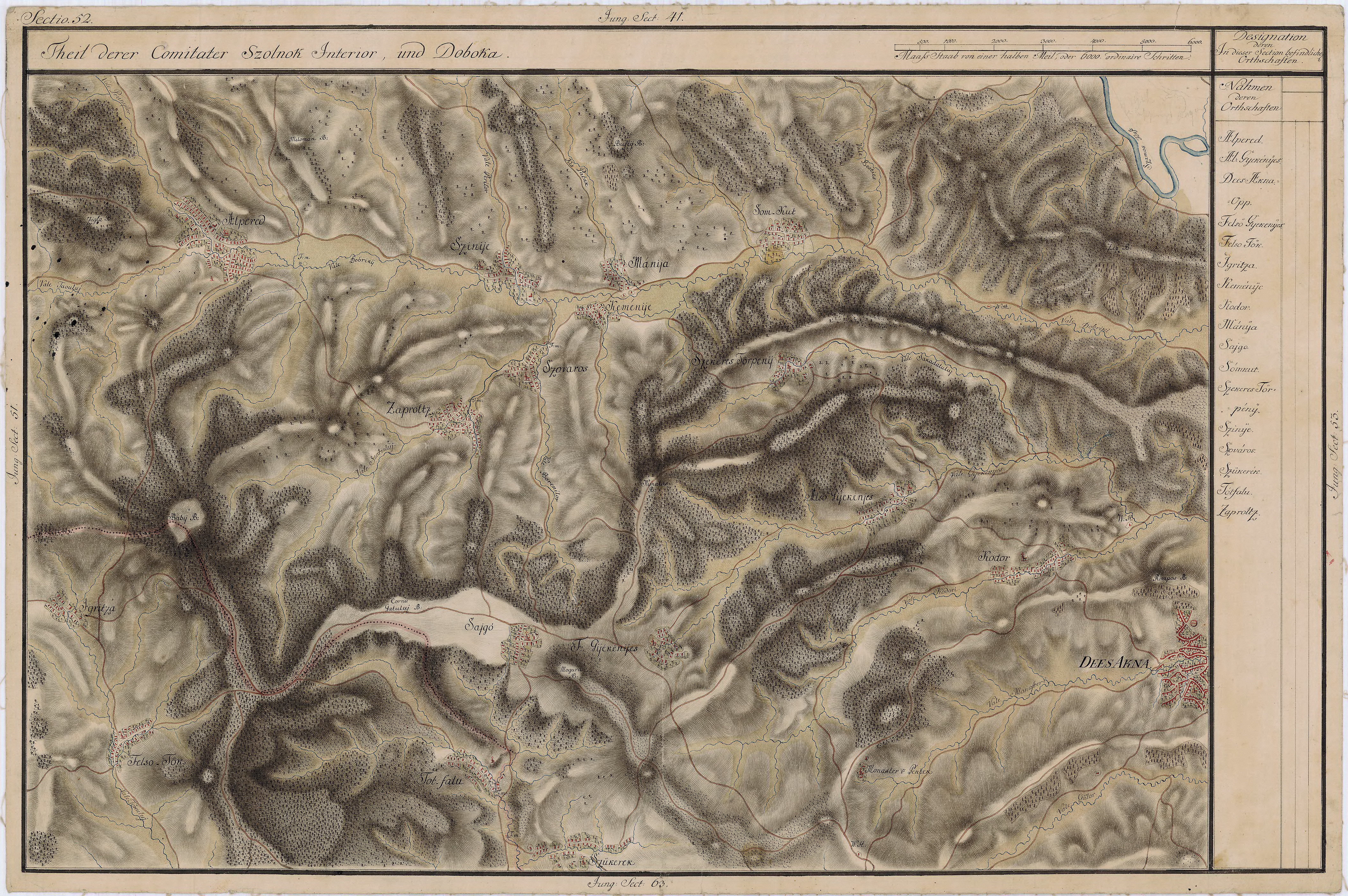
Dej pe Harta Iosefină a Transilvaniei, 1769-73

- Ferenc Pápai Páriz⁠(d) (1649 - 1716), medic, profesor și scriitor, autor al lucrării Pax Corporis (Pacea Trupului) și al unui dicționar latino-maghiar;
- Géza Teleki (1843 - 1913), politician, ministru de interne al Ungariei;
- Jószef Kádár⁠(d) (1850 - 1939) - profesor și istoric, autor al monografiei Comitatului Solnoc-Dăbâca, apărută în șapte volume (1900-1905);
- Theodor Mihali (1855-1934) - doctor în drept (1883). Avocat la Baroul de avocatură din Dej. Înființează Institutul de Credit și Economii "Someșana". Director al Despărțământului Astrei și membru marcant al conducerii Partidului Național Român.
- Ștefan Cicio-Pop (1865-1934) - doctor în drept (1889) și avocat la Arad. Fruntaș al Partidului Național Român. Apărător al memorandiștilor în procesul de la Cluj (mai 1894). Participă la pregătirea și desfășurarea Marii Adunări Naționale de la Alba Iulia din 1 decembrie 1918. Semnează Rezoluția de Unire a Transilvaniei cu România. Răspunde de Resortul Apărării în Consiliul Dirigent. Senator și Presedinte al Parlamentului, Copreședinte al Uniunii Parlamentare de la Haga și al Uniunii Statelor Balcanice.
- Alexandru Vaida-Voevod (1872-1950) - doctor în medicină și membru al Comitetului Executiv al Partidului Național Român din 1897. Deputat în Parlamentul de la Budapesta. Participă la Marea Adunare Națională de la Alba Iulia din 1 decembrie 1918. Conduce Resortul Justiției și pe cel al Afacerilor Externe din Consiliul Dirigent, Președinte al Camerei Deputaților (1918). A participat la Conferința de Pace de la Paris. A fost prim-ministru (1919, 1932, 1933).
- Guilelm Șorban (1872-1923) jurist și compozitor, a trăit la Dej între anii 1900-1923. A fost primul subprefect român al județului Solnoc-Dăbâca și apoi prefect. Autor a peste 100 de lucrări corale și vocal-instrumentale, unele pe versurile unor poeți clasici români.
- Liviu Micșa (1875-?) - din 1900 este avocat în Dej, secretar, apoi președinte al P.N.R., din comitatul Solnoc-Dăbâca. Participă ca delegat al orașului Dej, la Marea Adunare Națională de la Alba Iulia din 1 decembrie 1918. Prefect al Comitatului; senator în Parlamentul României întregite.
- Victor Motogna (1885-1948), pedagog și om politic
- Aurel Pavel Banuț (1887-1970) - în 1902 a înființat la Budapesta revista "Luceafărul". Prefect al județului Someș (1931-1932). A sprijinit activitatea ASTREI. Înființeaza la Dej o școală țărănească (1931).
- George Mânzat (1888-1958). Profesor și senator de Someș în Parlament (1931-1932). A redactat ziarul "Someșul". Președinte al Departamantului Dej al ASTREI. A publicat monografia orașului Dej.
- Cornel Pop (1889-1953) - în 1919 este notar și apoi primpretor al comitatului Solnoc-Dăbâca. Secretar și viceprefect al județului Someș, apoi primar al orașului.
- Victor Cheresteșiu (1895-1971), istoric, profesor la Universitatea Babeș-Bolyai din Cluj. Doctor în filosofie la Universitatea din Viena. Director al Institutului de Istorie din București, director adjunct al Institutului de Istorie și Arheologie Cluj.
- Alexandru Sencovici (1902-1995), om politic comunist, ministru
- Ion Cupșa (1912 - 1984), general, istoric, scriitor;
- Raoul Șorban (1912-2006), critic de artă, pictor, scriitor, eseist și memorialist român.
- Alexandru Nicula (1913 - 2015), preot greco-catolic, prelat papal, fost protopop unit al Clujului, deținut politic, unul din liderii rezistenței greco-catolice din România.
- Randolph Lewis Braham (1922-2018), istoric, supraviețuitor al Holocaustului
- Ana Novac (1922 - 2010), scriitoare, supraviețuitoare a Lagărului de la Auschwitz
- Károly Ferenc Szabó (1943 - 2011), senator;
- Liviu Goian (n. 1965), fotbalist;
- Adriana Săftoiu (n. 1967), om politic și parlamentar;
- Monica Ghiurco (n. 1973), jurnalistă;
- Cristian Chira (n. 2001), [fotbalist.

## Galerie de imagini

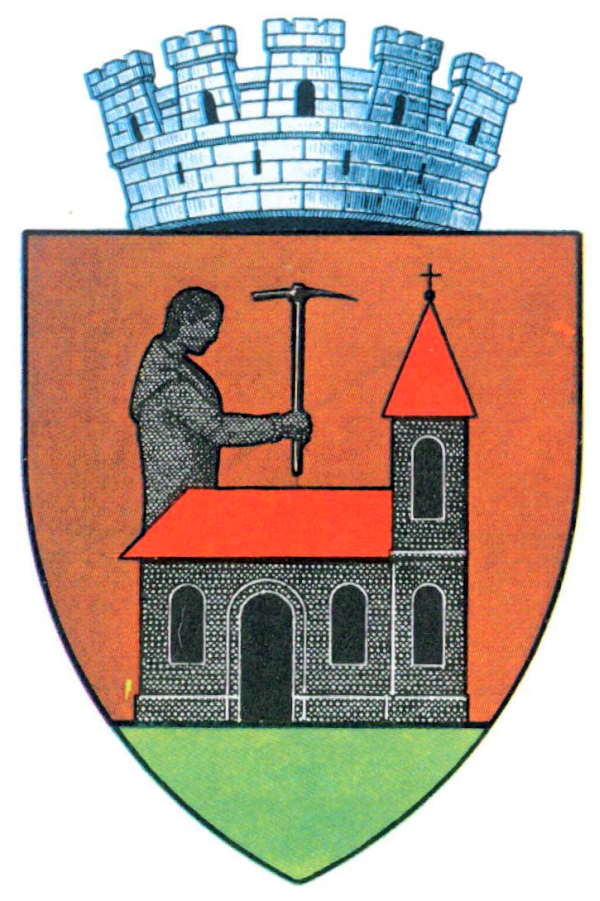
Stema orașului Dej în perioada interbelică
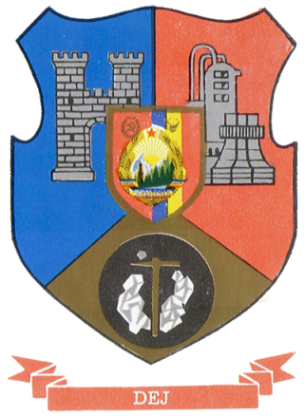
Stema municipiului Dej în perioada comunistă
Desen cu centrul orașului Dej în secolul al XIX-lea
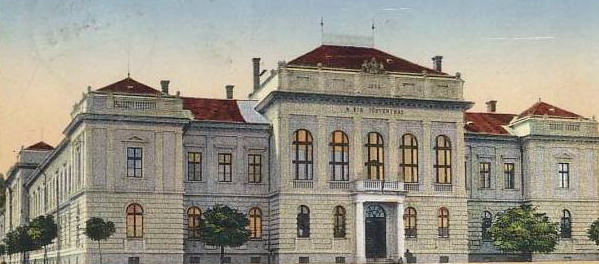
Palatul de Justiție din Dej într-o ilustrată de la începutul secolului al XX-lea
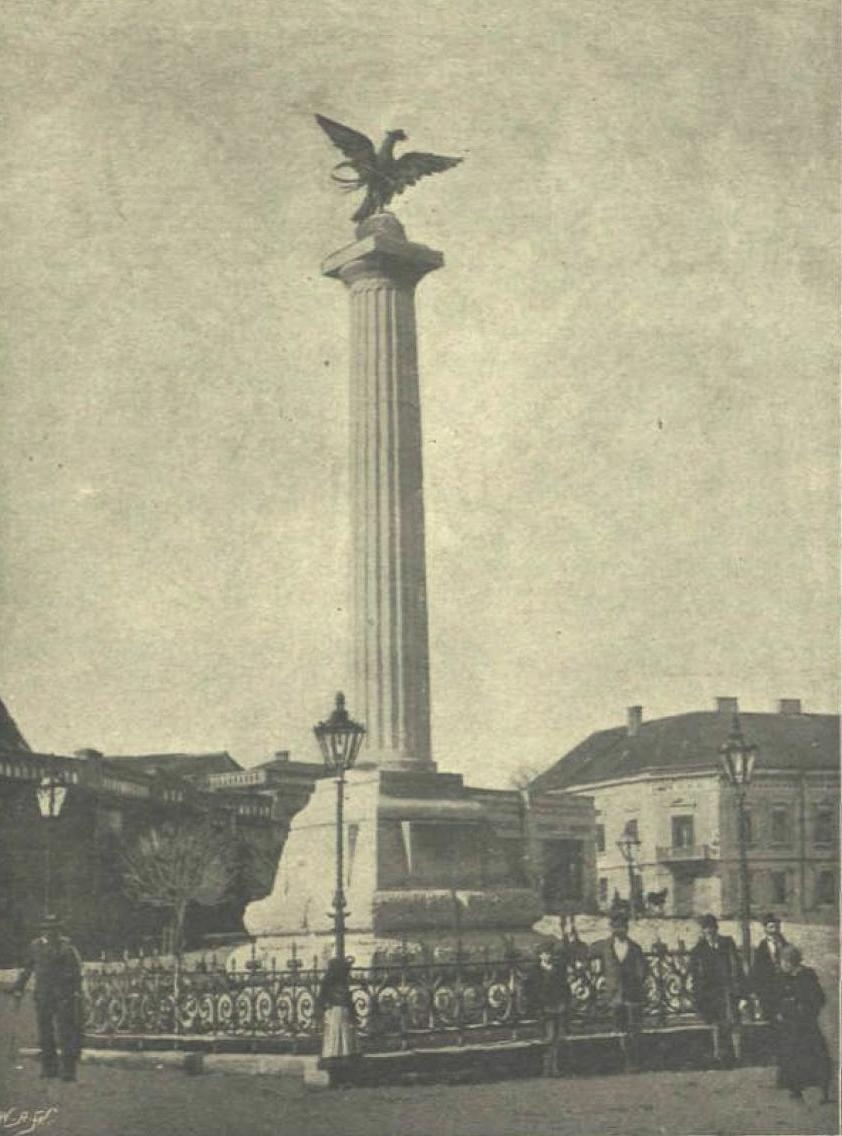
Monumentul Millennium din Dej în 1897
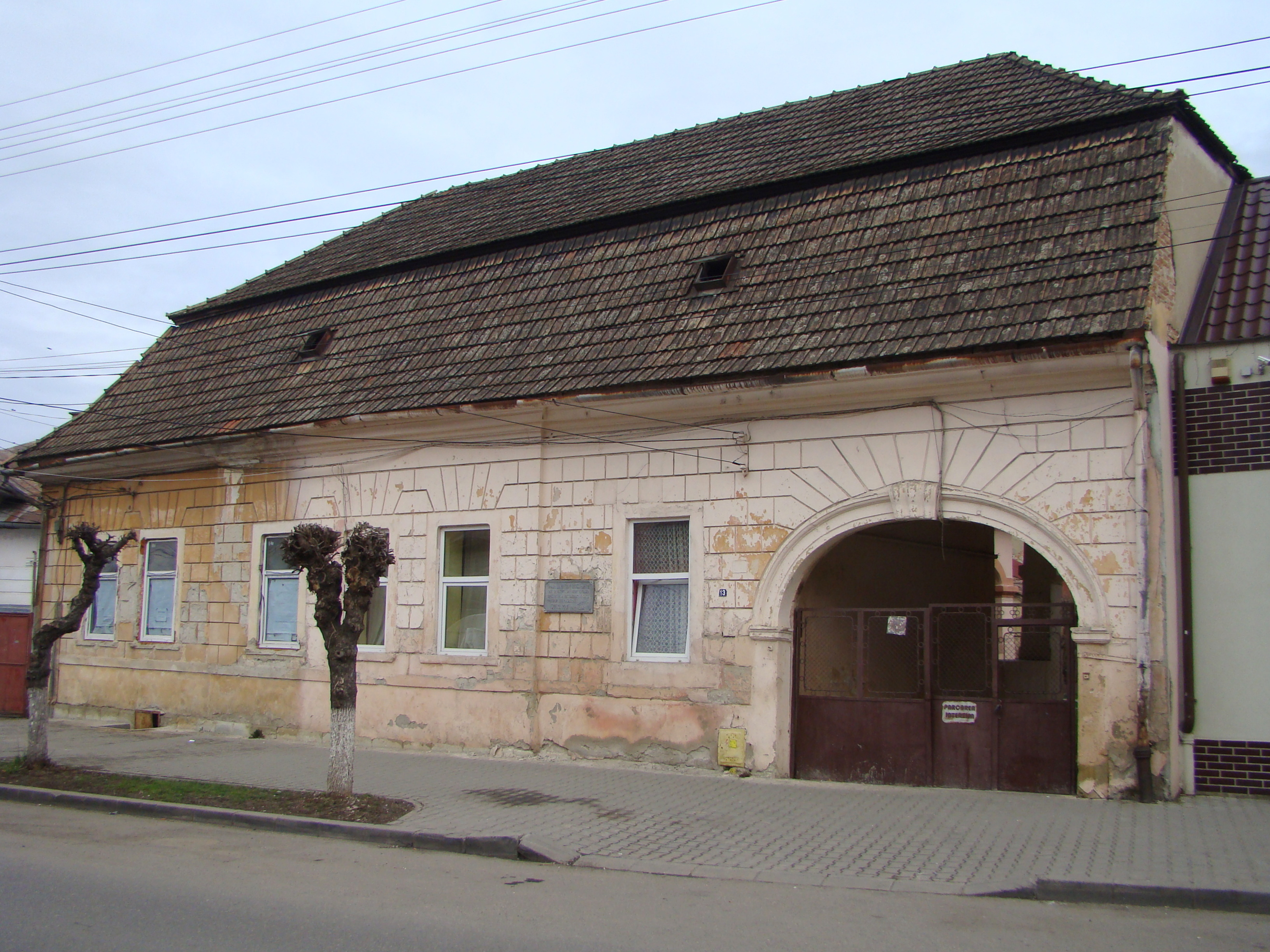
Casa în care s-a întâlnit Avram Iancu cu Gavril Manu (monument istoric)
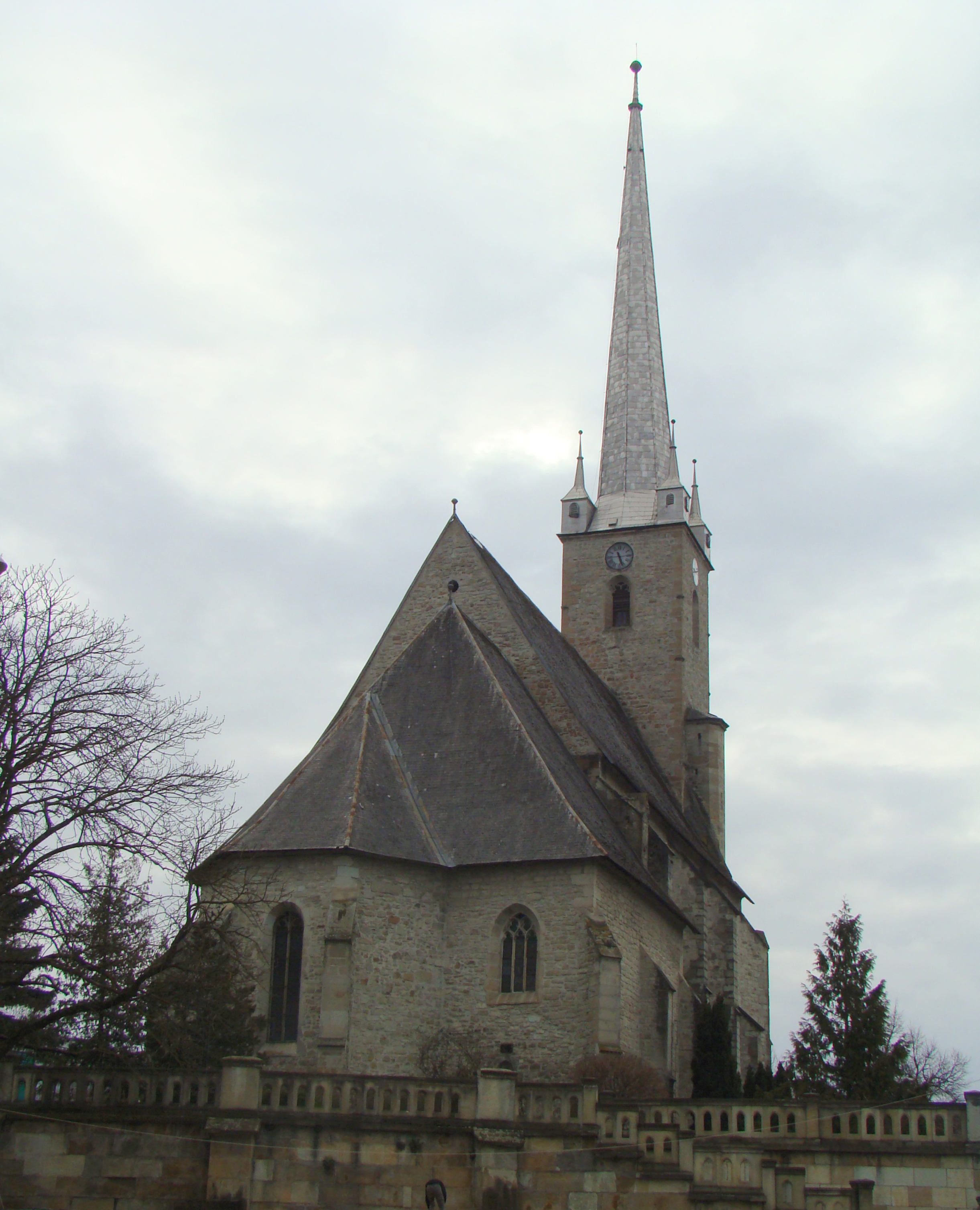
Biserica Reformată-Calvină din Dej
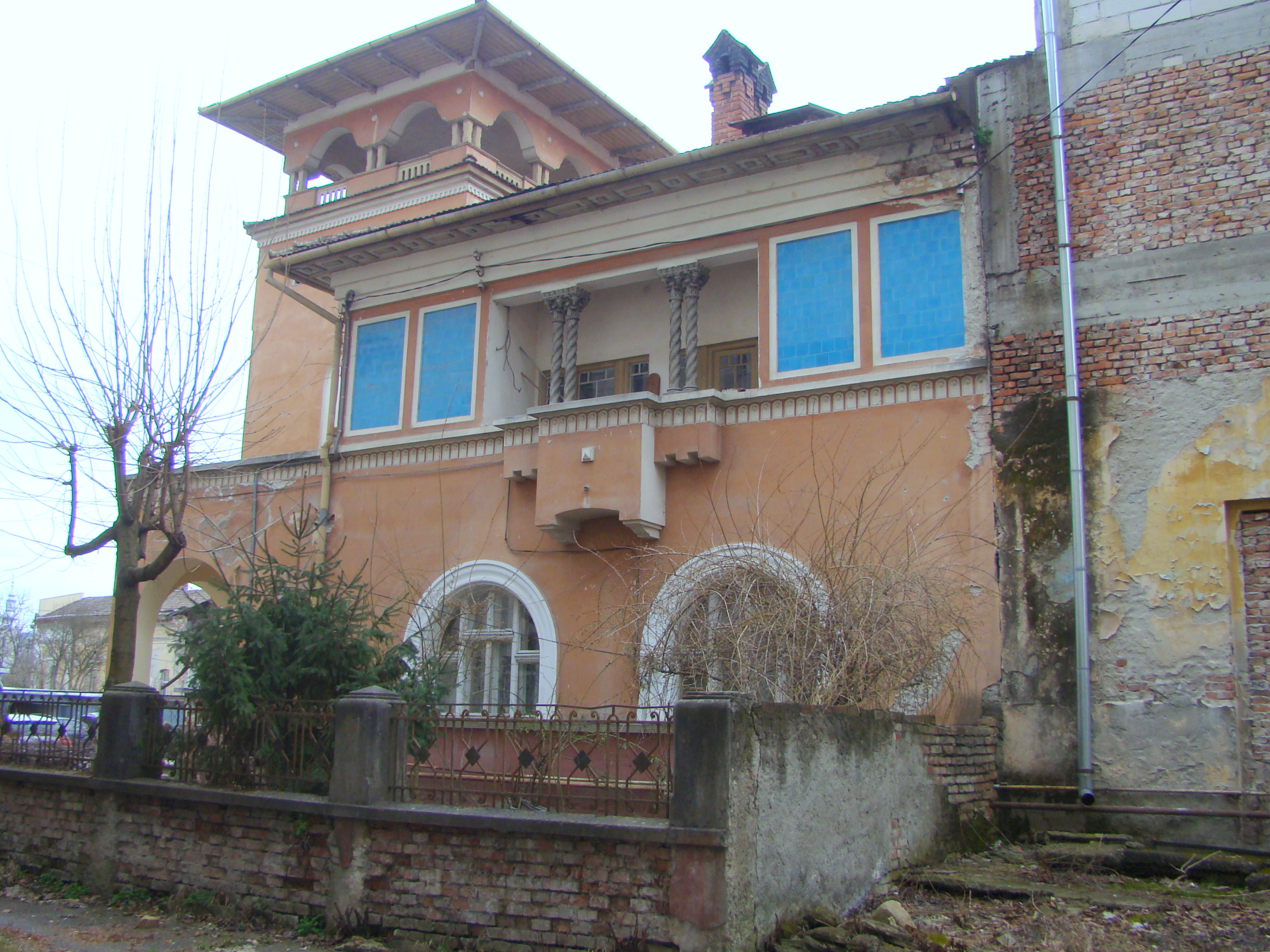
Casă din perioada interbelică, str. Mircea cel Batrân 7 (monument istoric)
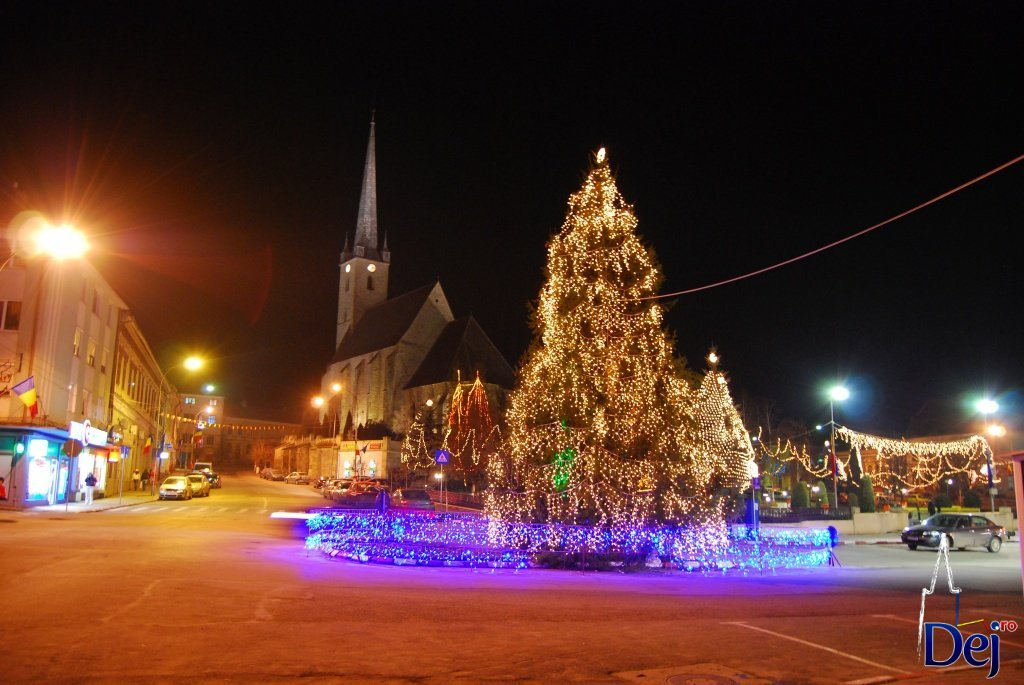
Piața Mare din Dej, vedere nocturnă
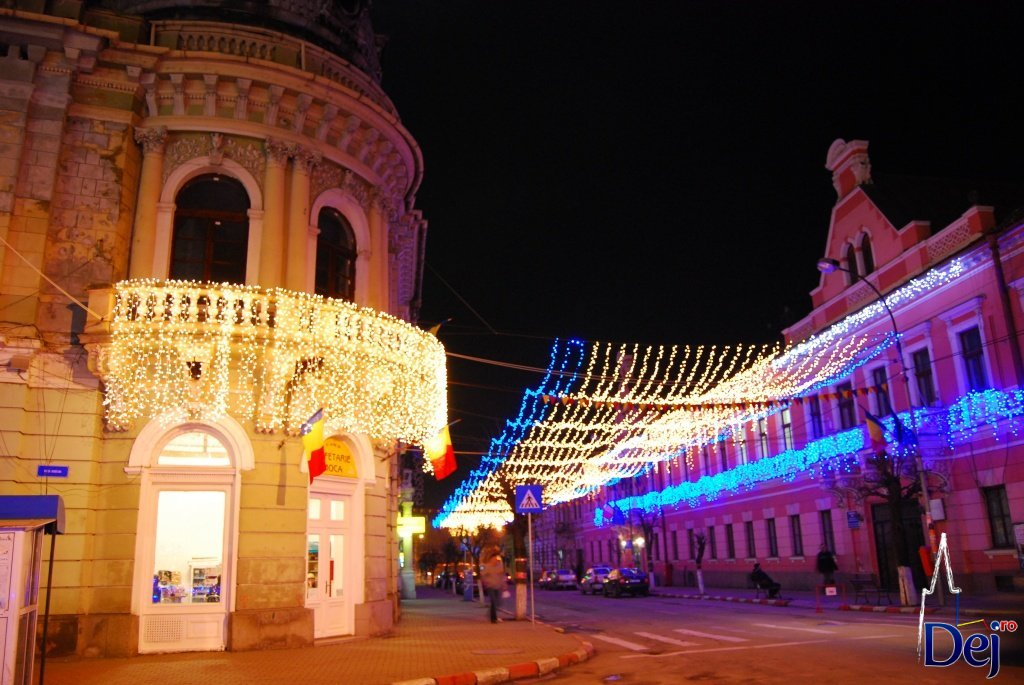
Strada Avram Iancu din Dej, vedere nocturnă
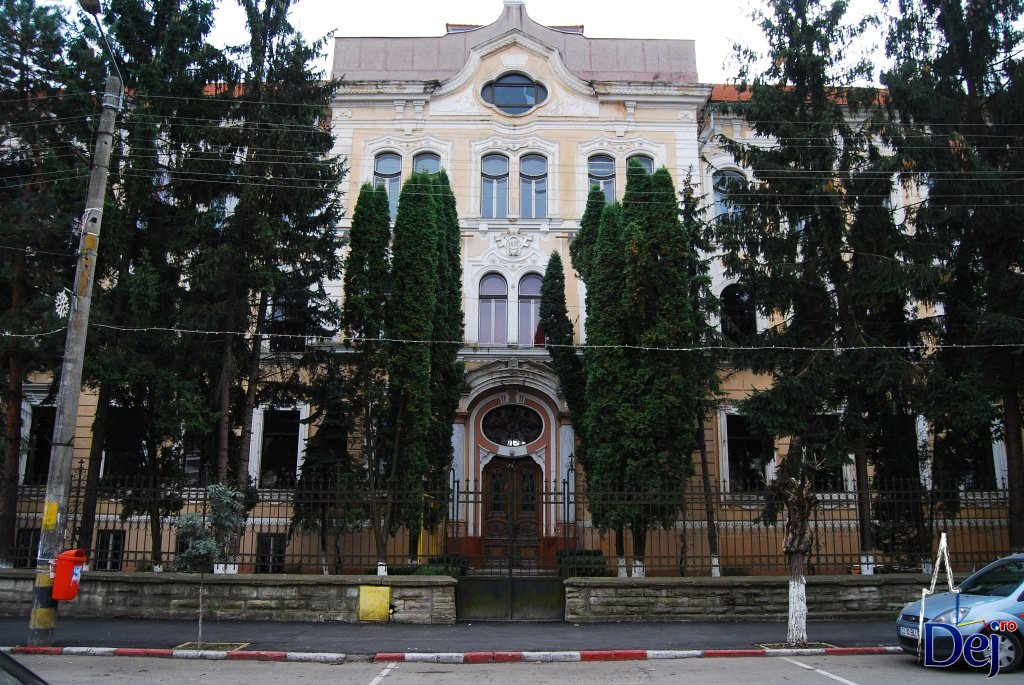
Colegiul Național „Andrei Mureșanu” din Dej
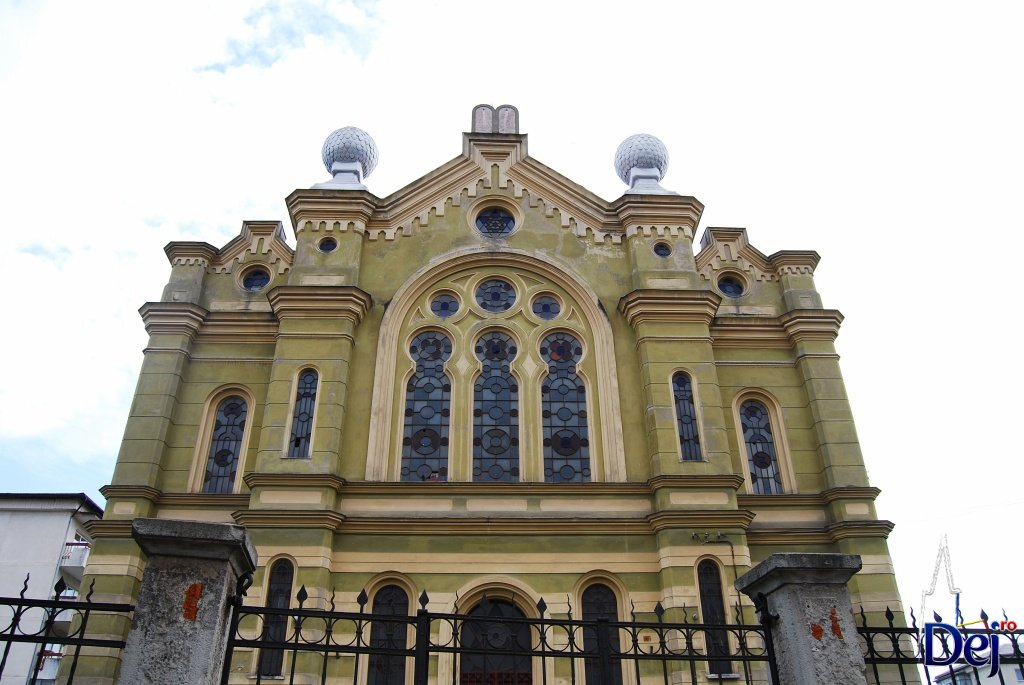
Sinagoga din Dej
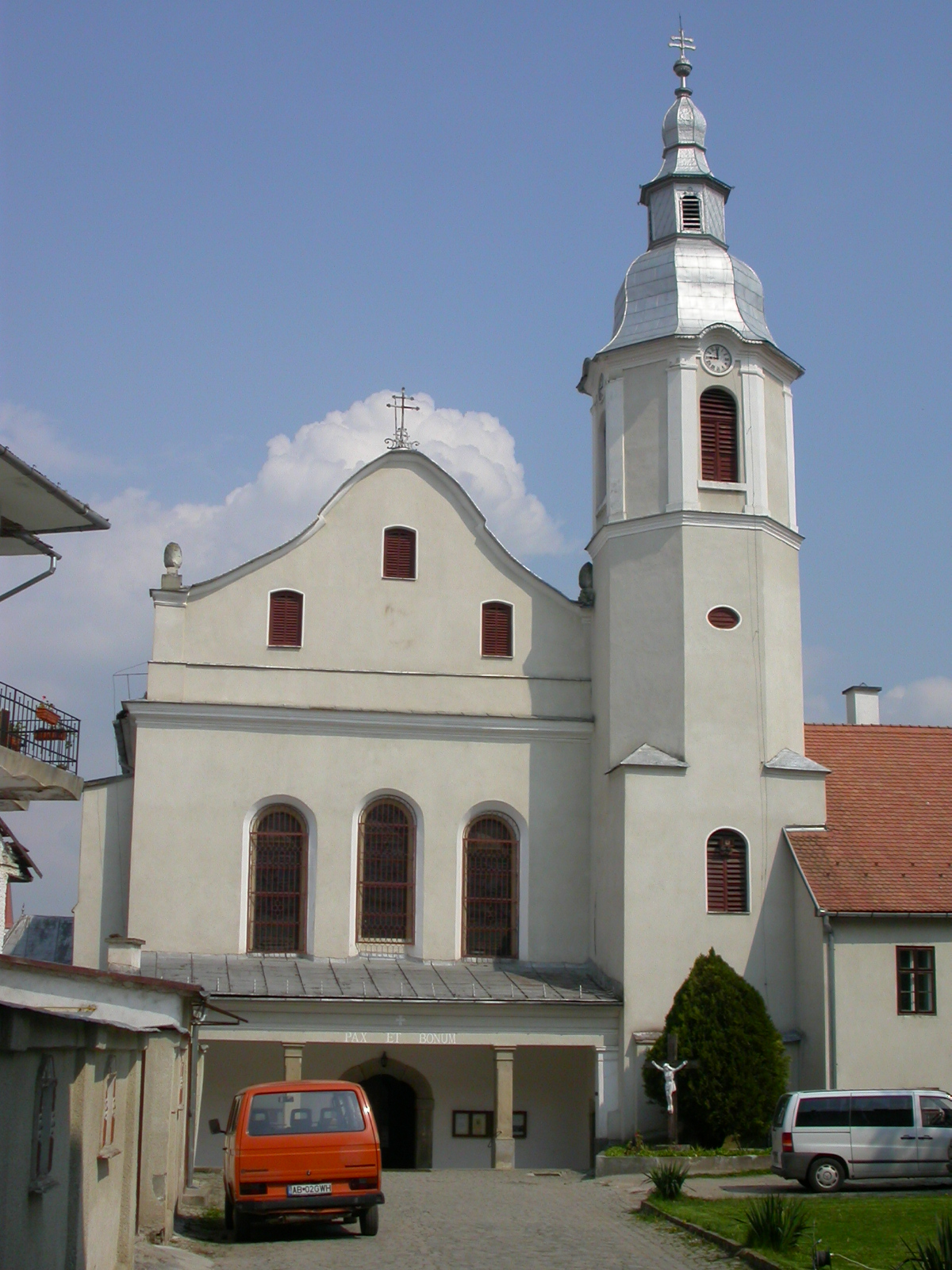
Biserica Romano-Catolică „Sf. Anton din Padova” din Dej
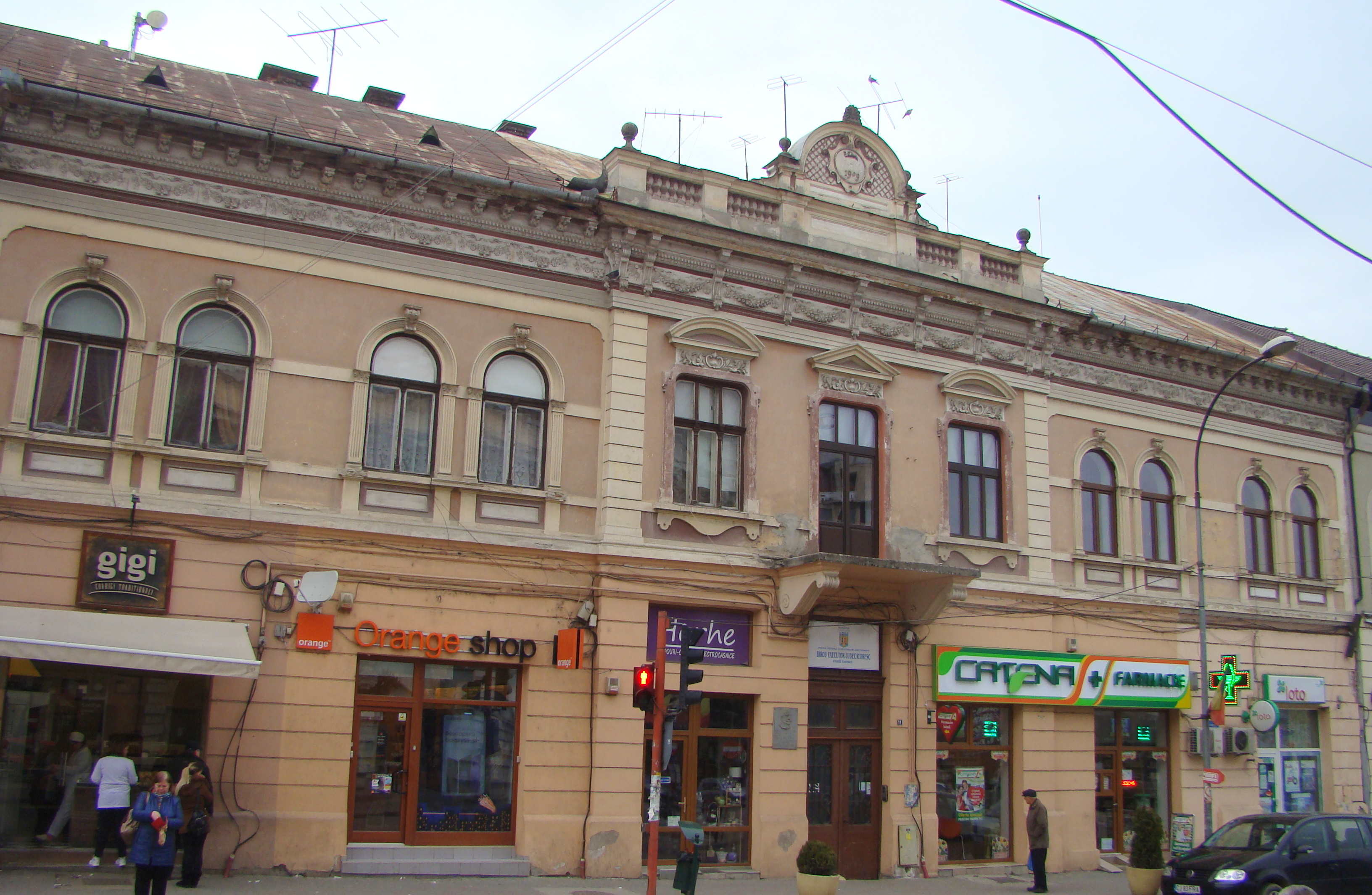
Casa Ioan Vaida-Voievod (monument istoric)
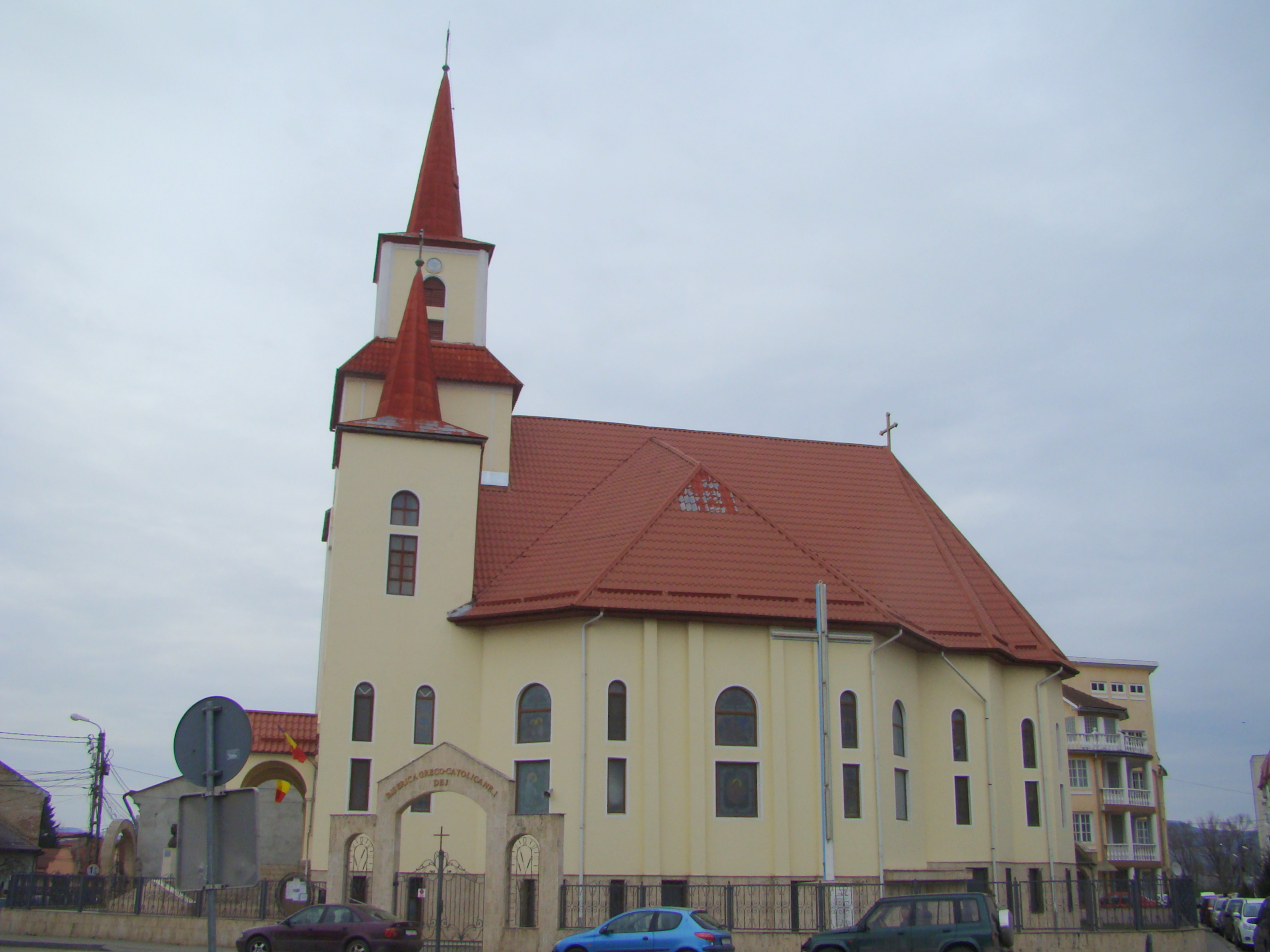
Biserica Greco-Catolică din Dej
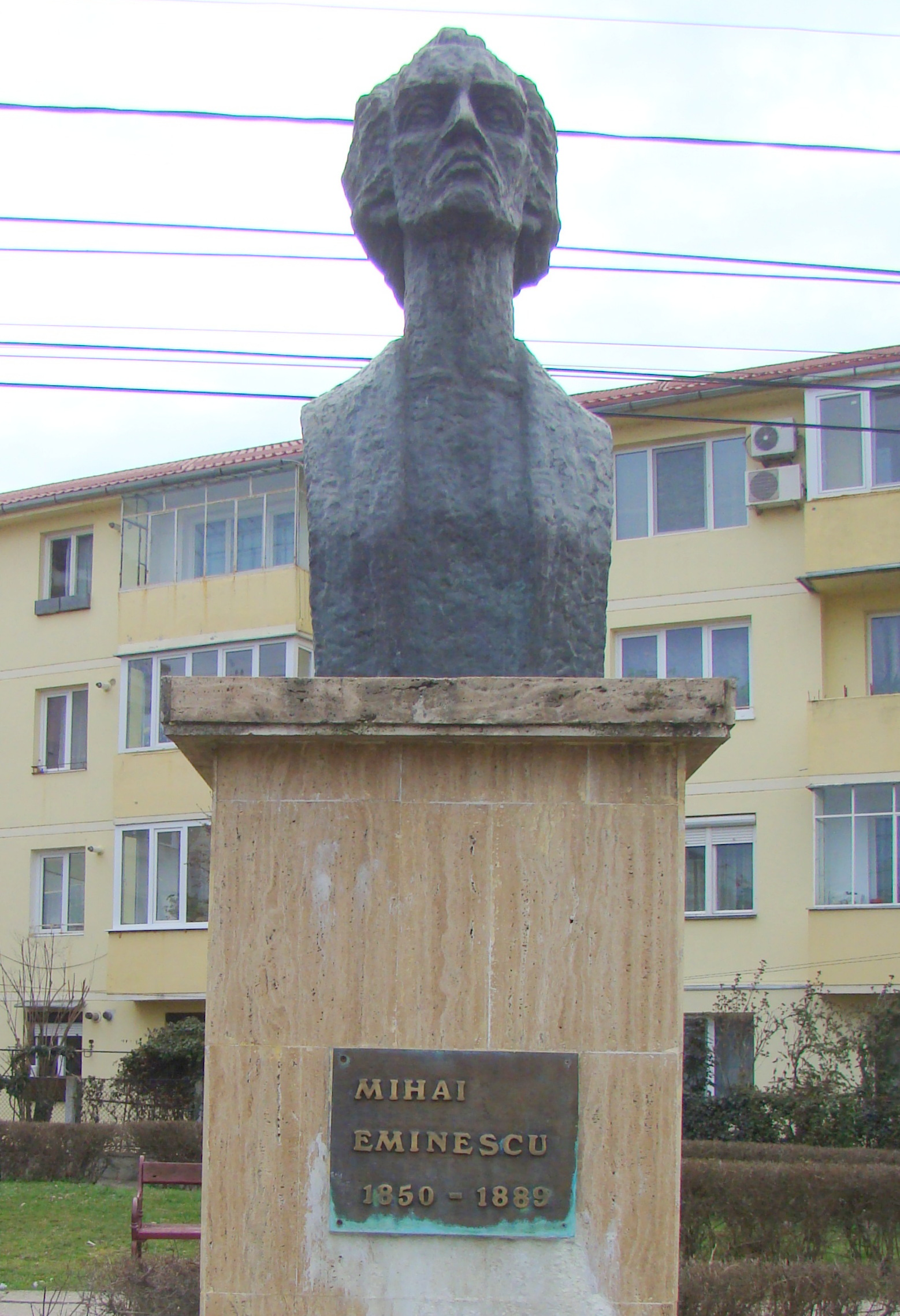
Bustul lui Mihai Eminescu (strada Mircea cel Bătrân f.n.)
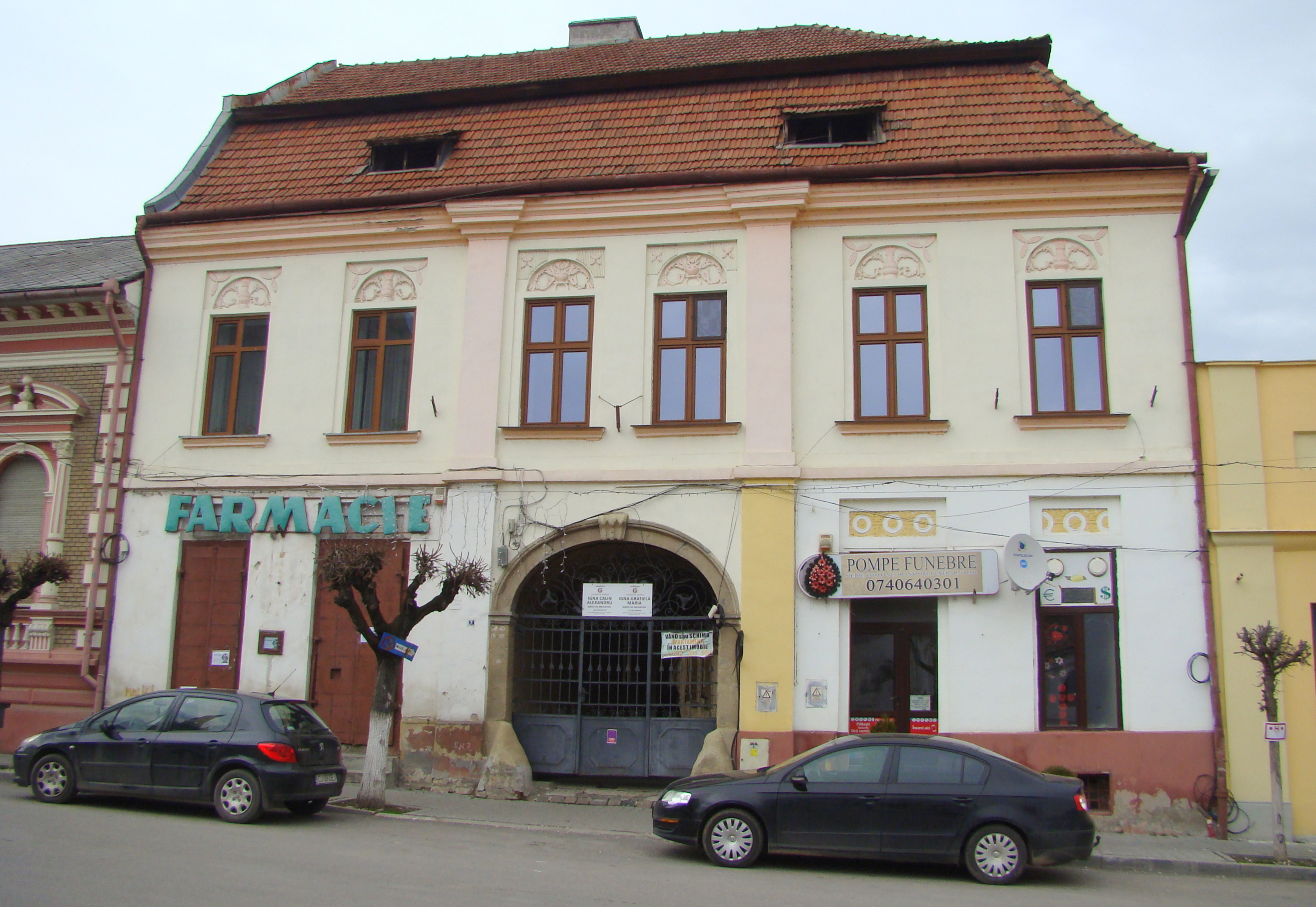
Casă din sec.XVIII în Piața Bobâlna nr 7 (monument istoric)
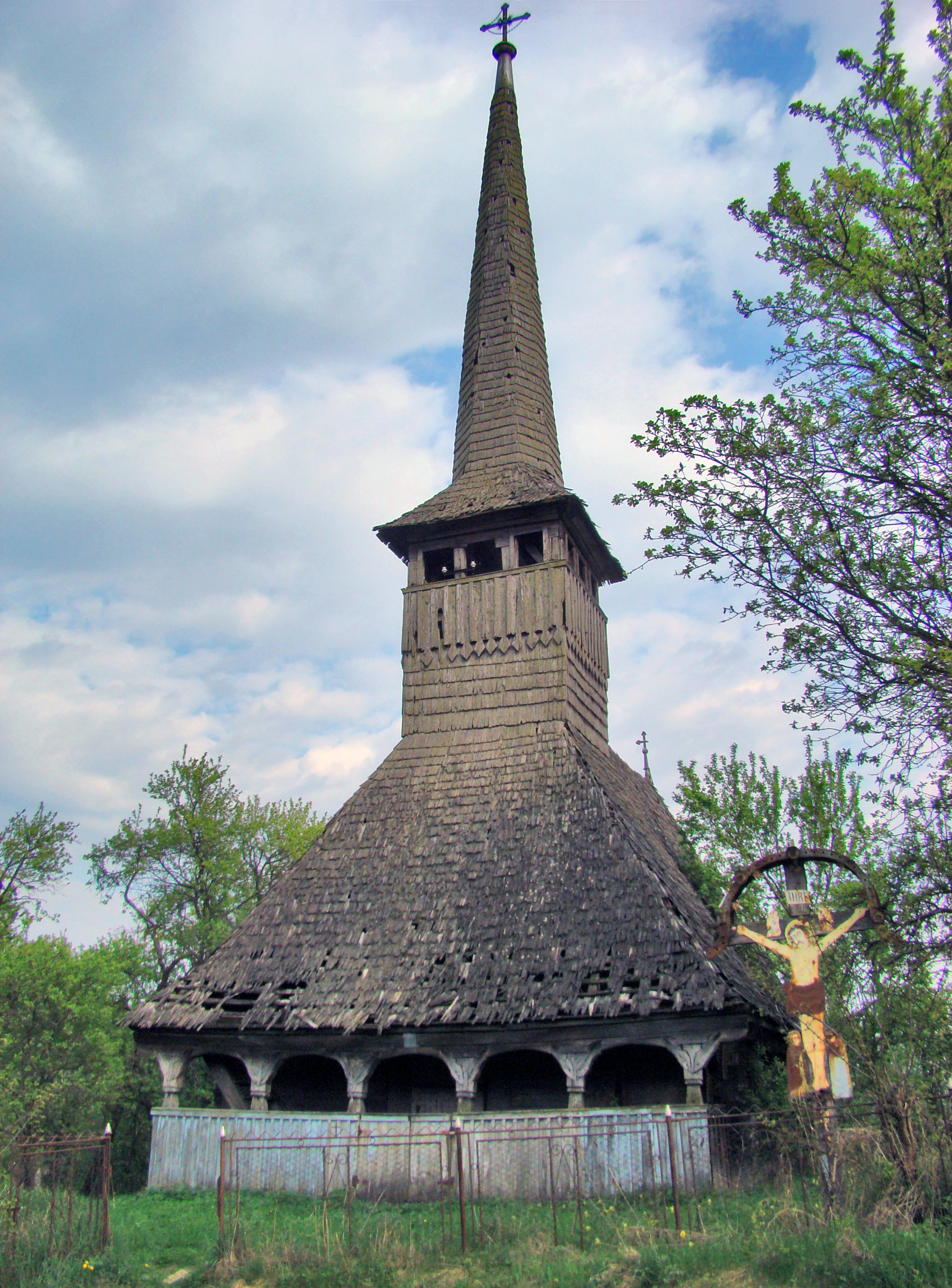
Biserica de lemn „Sfinții Arhangheli Mihail și Gavriil” din Pintic (monument istoric)
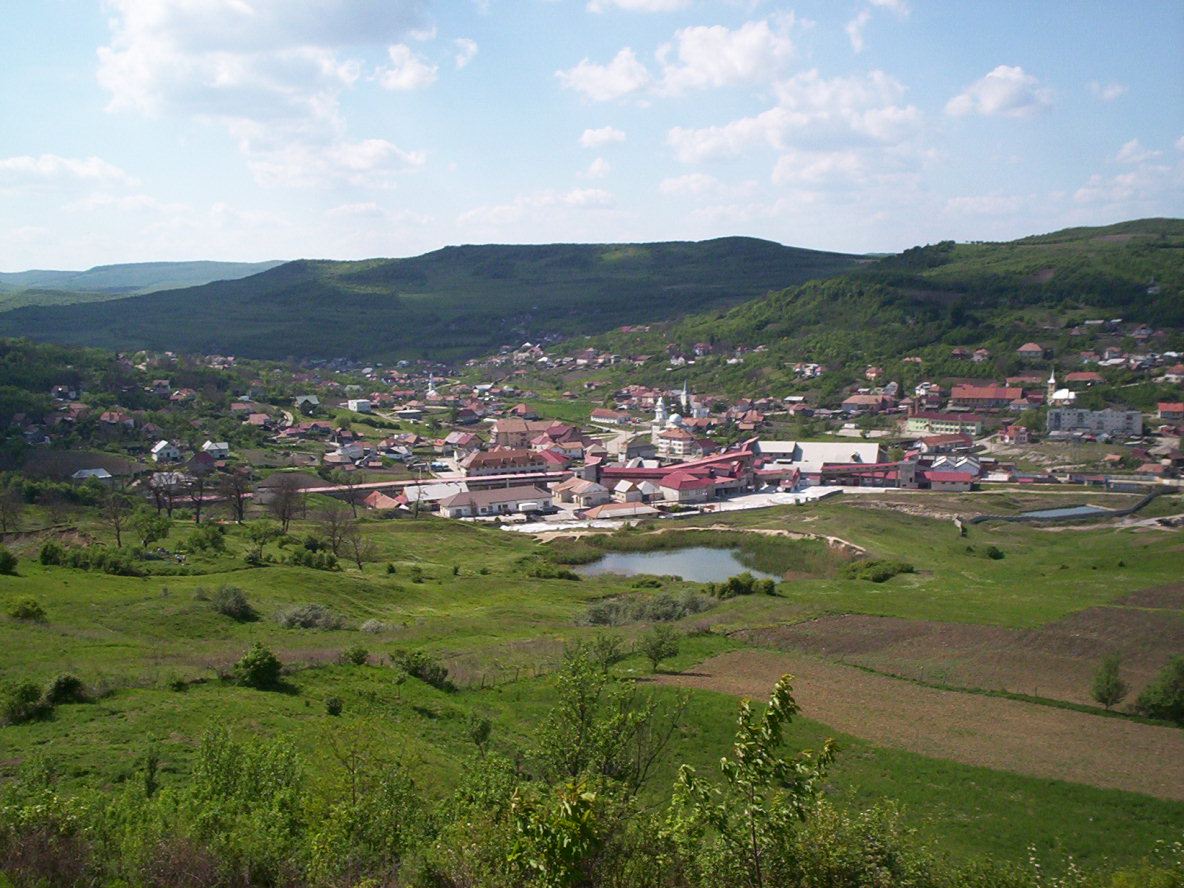
Vedere generală cu Ocna Dejului
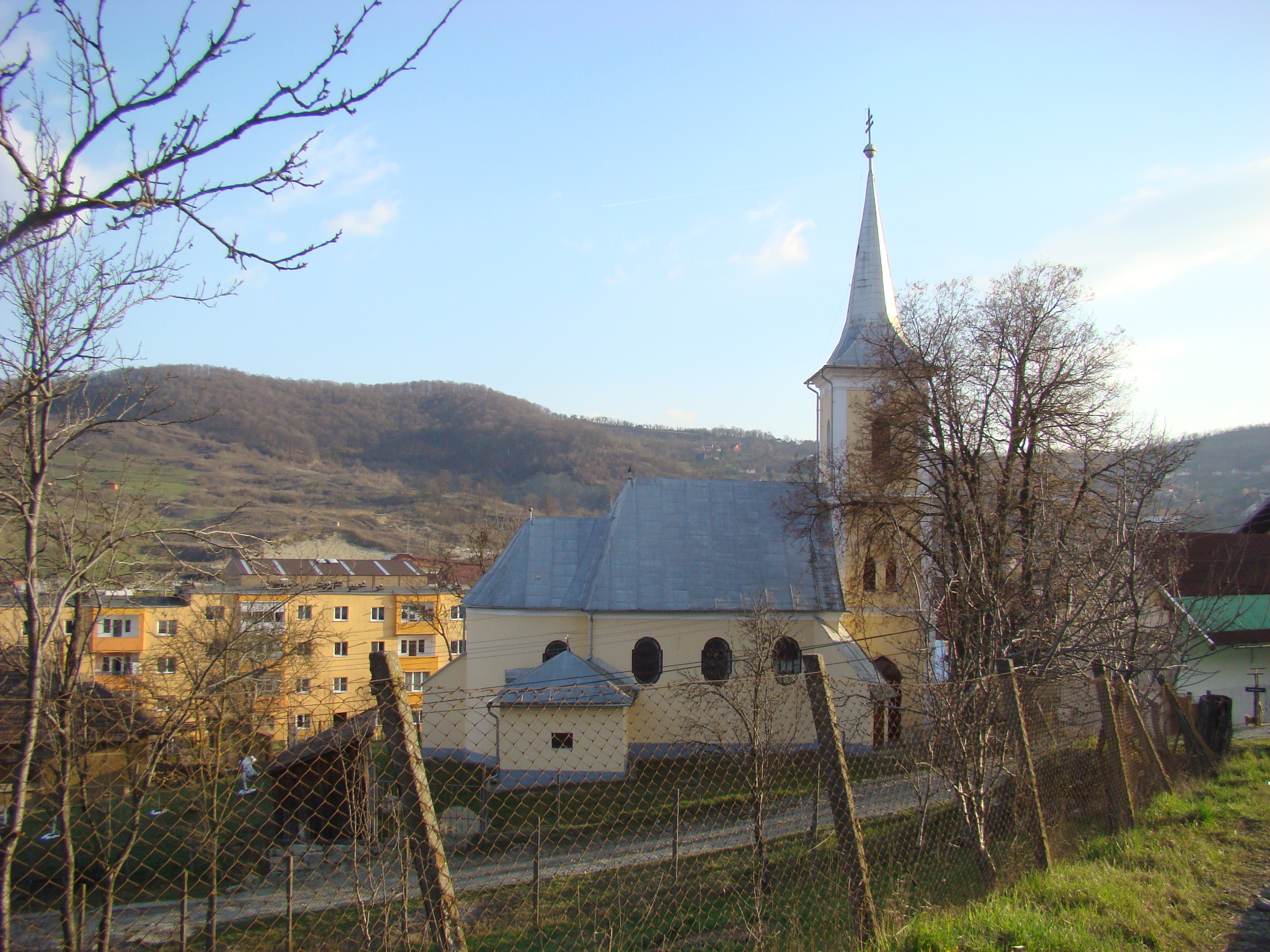
Biserica romano-catolică din Ocna Dejului (monument istoric)